# British Academy Film Awards 1961
Die 14. Verleihung der British Academy Film Awards zeichnete die besten Filme von 1960 aus. Die Filmpreise wurden von der British Academy of Film and Television Arts (BAFTA) verliehen. 
| Film                            | N | A |
| ------------------------------- | - | - |
| Samstagnacht bis Sonntagmorgen  | 6 | 3 |
| Der Mann mit der grünen Nelke   | 5 | 1 |
| Zorniges Schweigen              | 5 | 1 |
| Einst ein Held                  | 5 | 0 |
| Schatten                        | 4 | 0 |
| Das Appartement                 | 3 | 3 |
| Hiroshima, mon amour            | 3 | 1 |
| Der Komödiant                   | 3 | 0 |
| Elmer Gantry                    | 3 | 0 |
| Wer den Wind sät                | 3 | 0 |
| Die mit der Liebe spielen       | 2 | 0 |
| Hetzjagd                        | 2 | 0 |
| Machen wir’s in Liebe           | 2 | 0 |
| Sie küßten und sie schlugen ihn | 2 | 0 |
| Sonntags… nie!                  | 2 | 0 |

## Preisträger und Nominierungen

### Bester Film
Das Appartement (The Apartment) – Regie: Billy Wilder
Die mit der Liebe spielen (L'avventura) – Regie:  Michelangelo Antonioni
Einst ein Held (Tunes of Glory) – Regie: Ronald Neame
Elmer Gantry – Regie: Richard Brooks
Hiroshima, mon amour – Regie:  Alain Resnais
Machen wir’s in Liebe (Let's Make Love) – Regie: George Cukor
Der Mann mit der grünen Nelke (The Trials of Oscar Wilde) – Regie: Ken Hughes
Orfeu Negro – Regie: Marcel Camus
Samstagnacht bis Sonntagmorgen (Saturday Night and Sunday Morning) – Regie:  Karel Reisz
Schatten (Shadows) – Regie: John Cassavetes
Sie küßten und sie schlugen ihn (Les Quatre Cents Coups) – Regie: François Truffaut
Sonntags… nie! (Ποτέ Την Κυριακή) – Regie:  Jules Dassin
Spartacus – Regie:  Stanley Kubrick
Das süße Leben (La dolce vita) – Regie:  Federico Fellini
Das Testament des Orpheus (Le testament d'Orphée, ou ne me demandez pas pourquoi!) – Regie: Jean Cocteau
Wer den Wind sät (Inheret the Wind) – Regie: Stanley Kramer
Zorniges Schweigen (The Angry Silence) – Regie: Guy Green

### Bester britischer Film
Samstagnacht bis Sonntagmorgen (Saturday Night and Sunday Morning) – Regie:  Karel Reisz
Der Mann mit der grünen Nelke (The Trials of Oscar Wilde) – Regie: Ken Hughes
Einst ein Held (Tunes of Glory) – Regie: Ronald Neame
Zorniges Schweigen (The Angry Silence) – Regie: Guy Green

### Bester spezialisierter Film
Dispute – Regie: Fred Moore
Heroic Days – Regie: Bill Mason
Outline of Detergency – Regie: Michael Ricketts

### United Nations Award
Hiroshima, mon amour – Regie:  Alain Resnais
Nacht und Nebel (Nuit et brouillard) – Regie: Alain Resnais
Return to Life – Regie: John Krish
Schatten (Shadows) – Regie: John Cassavetes
Unseen Enemies – Regie: Michael Clarke

### Bester ausländischer Darsteller
Jack Lemmon – Das Appartement (The Apartment)
George Hamilton – Crime & Punishment, USA
Burt Lancaster – Elmer Gantry
Fredric March – Wer den Wind sät (Inheret the Wind)
Yves Montand – Machen wir’s in Liebe (Let's Make Love)
Spencer Tracy – Wer den Wind sät (Inheret the Wind)

### Beste ausländische Darstellerin
Shirley MacLaine – Das Appartement (The Apartment)
Pier Angeli – Zorniges Schweigen (The Angry Silence)
Melina Mercouri – Sonntags… nie! (Ποτέ Την Κυριακή)
Emmanuelle Riva – Hiroshima, mon amour
Jean Simmons – Elmer Gantry
Monica Vitti – Die mit der Liebe spielen (L'avventura)

### Bester britischer Darsteller
Peter Finch – Der Mann mit der grünen Nelke (The Trials of Oscar Wilde)
Richard Attenborough – Zorniges Schweigen (The Angry Silence)
Albert Finney – Samstagnacht bis Sonntagmorgen (Saturday Night and Sunday Morning)
John Fraser – Der Mann mit der grünen Nelke (The Trials of Oscar Wilde)
Alec Guinness – Einst ein Held (Tunes of Glory)
John Mills – Einst ein Held (Tunes of Glory)
Laurence Olivier – Der Komödiant (The Entertainer)

### Beste britische Darstellerin
Rachel Roberts – Samstagnacht bis Sonntagmorgen (Saturday Night and Sunday Morning)
Wendy Hiller – Söhne und Liebhaber (Sons and Lovers)
Hayley Mills – Alle lieben Pollyanna (Pollyanna)

### Bester/beste Nachwuchsdarsteller/-in
Albert Finney – Samstagnacht bis Sonntagmorgen (Saturday Night and Sunday Morning)
Lelia Goldoni – Schatten (Shadows)
Jean-Pierre Léaud – Sie küßten und sie schlugen ihn (Les Quatre Cents Coups)
George Peppard – Das Erbe des Blutes (Home from the Hill)
Joan Plowright – Der Komödiant (The Entertainer)
Anthony Ray – Schatten (Shadows)
Billie Whitelaw – Hetzjagd (Hell Is a City)

### Bestes britisches Drehbuch
Bryan Forbes  – Zorniges Schweigen (The Angry Silence)
Howard Clewes – Bankraub des Jahrhunderts (The Day They Robbed the Bank of England)
Ivan Foxwell, Guy Hamilton, Roger MacDougall – Hochverrat mit Hindernissen (A Touch of Larceny)
Val Guest – Hetzjagd (Hell Is a City)
Ken Hughes – Der Mann mit der grünen Nelke (The Trials of Oscar Wilde)
James Kennaway – Einst ein Held (Tunes of Glory)
Nigel Kneale, John Osborne  – Der Komödiant (The Entertainer)
Wolf Mankowitz – Die Millionärin (The Millionairess)
Alan Sillitoe – Samstagnacht bis Sonntagmorgen (Saturday Night and Sunday Morning)

### Bester Animationsfilm
Der Himmel über uns (Universe) – Roman Kroitor, Colin Low
Piccolo – Dušan Vukotić
The Interview – Ernest Pintoff